# Устенко, Андрей Иванович
Андрей Иванович Устенко (укр. Андрій Іванович Устенко; 1 декабря 1904, с. Великая Берёзка, Протопоповская волость, Новгород-Северский уезд, Черниговская губерния, Российская империя — 15 июня 1998) — советский партийный и государственный деятель. Член ЦК КП(б) Украины (1949—1952). Депутат Верховного Совета Украинской ССР II—IV созывов. Депутат Верховного Совета СССР II созыва.

## Биография
Родился 1 декабря 1904 в селе Великая Берёзка Протопоповской волости Новгород-Северского уезда Черниговской губернии Российской империи  (ныне село в составе Середино-Будской городской общины Шосткинского района Сумской области Украины), в семье слесаря.
В 1918—1923 г. — ученик слесаря, слесарь, котельщик Большеберёзковского сахарного завода. В 1920 году вступил в комсомол.
В 1923 — апреле 1925 г. — председатель Большеберёзковского сельского совета. В апреле 1925 — июле 1926 г. — заведующий экономического отдела Середино-Будского районного комитета ЛКСМУ.
Член ВКП(б) с мая 1926 года.
В июле 1926 — декабре 1929 г. — инструктор, заведующий организационно-инструкторского отдела Глуховский окружной союз потребительских обществ. В декабре 1929—1930 г. — заведующий Винницкой окружной Союз потребительских обществ. В 1930—1931 г. — председатель правления Хмельницкого районного Союза потребительских обществ. В 1931—1932 г. — заведующий Харьковской заготовительной конторы Укркоопсоюзу. В 1932 г. — заведующий отделом кооператива ГПУ УССР в Харькове.
В октябре 1932 — сентябре 1933 г. — студент Харьковского института кадров Красной профессуры.
В сентябре 1933 — феврале 1935 г. — заместитель начальника Политического отдела Ново-Светловской машинно-тракторной станции (МТС) Донецкой области. В феврале 1935 — декабре 1937 г. — заместитель директора Ровеньковской МТС по политической части. В декабре 1937 — июле 1938 г. — директор Ровеньковской машинно-тракторной станции (МТС) Донецкой области.
В июле 1938 — сентябре 1939 г. — 2-й секретарь Ровеньковского районного комитета КП(б)У Ворошиловградской области. В сентябре 1939 — июле 1942 г. — заведующий сельскохозяйственного отдела Ворошиловградского областного комитета КП(б)У.
В августе 1942 — марте 1943 г. — инструктор сельскохозяйственного отдела ЦК ВКП(б). В марте 1943 — марте 1944 г. — заведующий сельскохозяйственного отдела, секретарь по животноводству, 3-й секретарь Ворошиловградского областного комитета КП(б)У.
15 марта 1944 — 24 сентября 1949 г. — 1-й секретарь Каменец-Подольского областного комитета КП(б)У.
В октябре 1949 — декабре 1950 г. — слушатель Высшей партийной школы при ЦК ВКП(б) (учился три месяца), слушатель Курсов переподготовки руководящих партийных и советских работников при ЦК ВКП(б).
В январе 1951 — апреле 1955 г. — 2-й секретарь Дрогобычского областного комитета КПУ.
В мае — ноябре 1955 г. — 2-й секретарь Восточно-Казахстанского областного комитета КП Казахстана. В ноябре 1955 — июле 1958 г. — 1-й секретарь Восточно-Казахстанского областного комитета КПК.
В 1958—1962 г. — заместитель председателя Винницкого областного исполнительного комитета. С 1962 г. — персональный пенсионер.

## Награды
- орден Ленина (23.01.1948)
- орден Отечественной войны I степени (1945)
- орден Трудового Красного Знамени
- медали